# Coronel Dorrego (partido)
Pour les articles homonymes, voir Dorrego.
Coronel Dorrego est un partido de la province de Buenos Aires fondé en 1890 dont la capitale est Coronel Dorrego.